# Grand County (Utah)

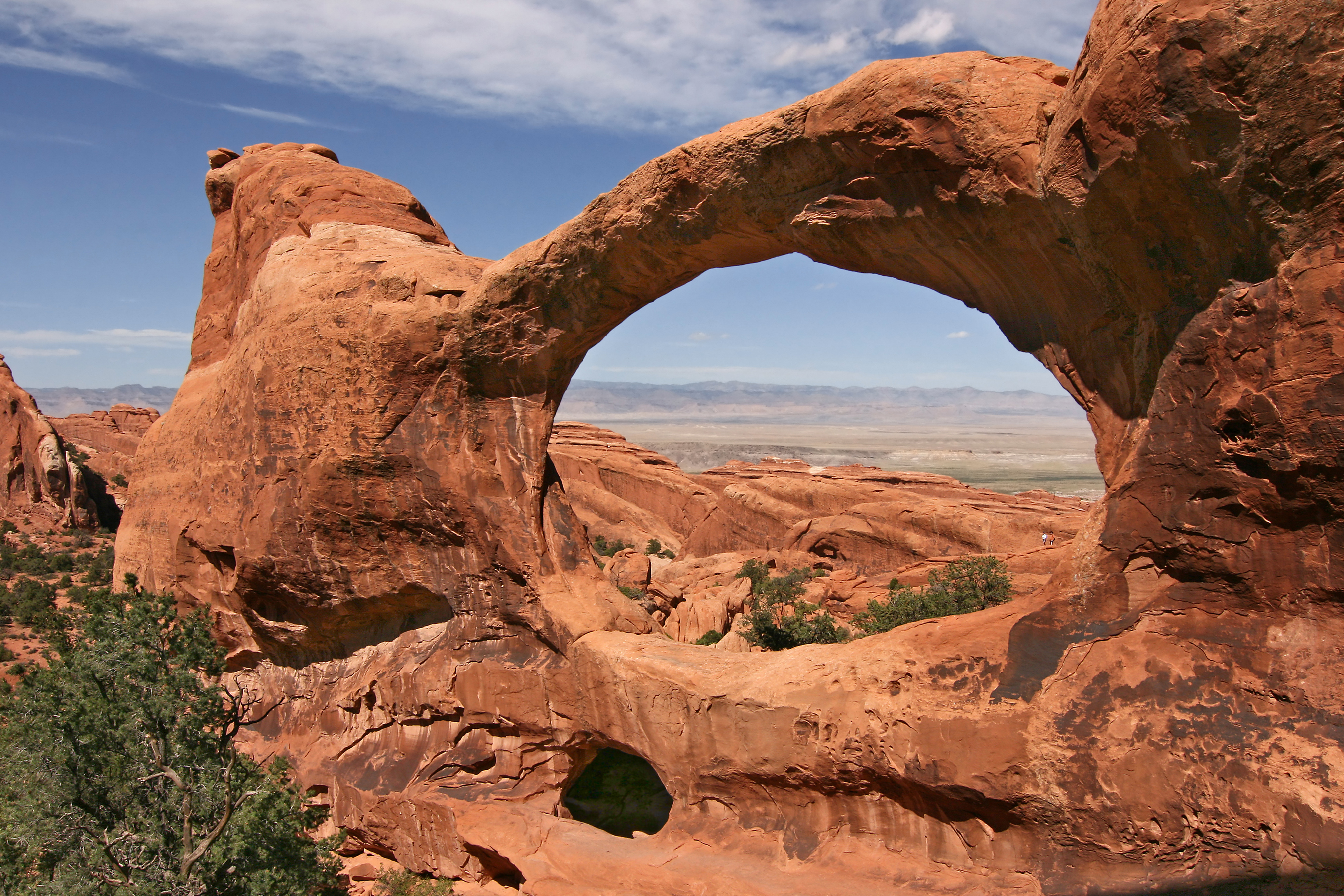
Arches National Park

Grand County is een van de 29 county's in de Amerikaanse staat Utah. De county is vernoemd naar de rivier de Colorado, die destijds Grand River werd genoemd en die door het zuidoosten van de county stroomt.
De county heeft een landoppervlakte van 9.535 km² en telt 8.485 inwoners (volkstelling 2000). De hoofdplaats is Moab.
In het zuiden van de county ligt Arches National Park. De Green River vormt de westgrens.

## Bevolkingsontwikkeling
Beaver · Box Elder · Cache · Carbon · Daggett · Davis · Duchesne · Emery · Garfield · Grand · Iron · Juab · Kane · Millard · Morgan · Piute · Rich · Salt Lake · San Juan · Sanpete · Sevier · Summit · Tooele · Uintah · Utah · Wasatch · Washington · Wayne · Weber